# Чайковский, Пётр Григорьевич
Пётр Григорьевич Чайковский (1918—2003) — советский военнослужащий, участник Великой Отечественной войны, полный кавалер ордена Славы, командир орудия 1159-го стрелкового полка (351-я стрелковая дивизия, 18-я армия, 1-й Украинский фронт), старшина.

## Биография
Родился в крестьянской семье, украинец. Призван в РККА в декабре 1939 года. С июня 1941 года в боях Великой Отечественной войны.
31 июля 1944 года при освобождении г. Долина Станиславской (Украина) с расчётом уничтожил танк и подавил 2 пулеметных точки противника. Оставшись у орудия один сразил несколько солдат противника. 21 августа 1944 года награждён орденом Славы 3 степени. 
24 октября 1944 года вблизи г. Свалява (Украина) огнем обеспечивал продвижение стрелковых подразделений. Уничтожил пулемет, истребил и рассеял до взвода пехоты противника. 27 декабря 1944 года был награждён орденом Славы 2 степени.
9—12 января 1945 года в боях у Мокранце (Словакия) с расчетом подбил 3 танка, разрушил наблюдательный пункт, истребил свыше 10 автоматчиков противника, заменил выбывшего из строя командира взвода. 24 марта 1945 года был награжден орденом Славы 1 степени.
Демобилизован в ноябре 1946 года.
В 1957 году окончил физико-математический факультет Житомирского педагогического института. Член КПСС с 1965 года. Работал директором средней школы в Черняхове. 
Похоронен в Житомире.